# Échenevex
Ne doit pas être confondu avec Excenevex.
Échenevex (pron. [eʃnəvɛ]) est une commune française, située dans le département de l'Ain en région Auvergne-Rhône-Alpes.

## Géographie
Entre la chaîne du Jura et le bassin lémanique. Échenevex, commune du parc naturel régional du Haut-Jura, est située au pied du massif, à 3 km au sud de Gex.
Les différents hameaux d'Échenevex sont Chenaz, Mury, Naz-Dessus et la Table Ronde.

### Climat
Pour des articles plus généraux, voir Climat d'Auvergne-Rhône-Alpes et Climat de l'Ain.
En 2010, le climat de la commune est de type climat de montagne, selon une étude du CNRS s'appuyant sur une série de données couvrant la période 1971-2000. En 2020, Météo-France publie une typologie des climats de la France métropolitaine dans laquelle la commune est exposée à un climat de montagne ou de marges de montagne et est dans la région climatique Jura, caractérisée par une forte pluviométrie en toutes saisons (1 000 à 1 500 mm/an), des hivers rigoureux et un ensoleillement médiocre.
Pour la période 1971-2000, la température annuelle moyenne est de 9,6 °C, avec une amplitude thermique annuelle de 17,8 °C. Le cumul annuel moyen de précipitations est de 1 473 mm, avec 12 jours de précipitations en janvier et 9,6 jours en juillet. Pour la période 1991-2020, la température moyenne annuelle observée sur la station météorologique de Météo-France la plus proche, sur la commune de Cessy à 3 km à vol d'oiseau, est de 10,9 °C et le cumul annuel moyen de précipitations est de 1 063,2 mm,. Pour l'avenir, les paramètres climatiques de la commune estimés pour 2050 selon différents scénarios d'émission de gaz à effet de serre sont consultables sur un site dédié publié par Météo-France en novembre 2022.
| Mois                                  | jan.           | fév.           | mars          | avril         | mai           | juin          | jui.          | août          | sep.          | oct.          | nov.          | déc.           | année      |
| ------------------------------------- | -------------- | -------------- | ------------- | ------------- | ------------- | ------------- | ------------- | ------------- | ------------- | ------------- | ------------- | -------------- | ---------- |
| Température minimale moyenne (°C)     | −1,2           | −1,4           | 1,7           | 5,3           | 8,9           | 12,9          | 14,3          | 13,9          | 10,8          | 7,4           | 2,9           | −0,5           | 6,3        |
| Température moyenne (°C)              | 1,8            | 2,5            | 6,4           | 10,8          | 14,3          | 18,7          | 20,5          | 19,9          | 16,1          | 11,5          | 6,3           | 2,4            | 10,9       |
| Température maximale moyenne (°C)     | 4,9            | 6,3            | 11,2          | 16,2          | 19,6          | 24,6          | 26,7          | 25,9          | 21,5          | 15,7          | 9,6           | 5,4            | 15,6       |
| Record de froid (°C) date du record   | −13,9 30.01.05 | −16,3 01.02.03 | −11 01.03.05  | −6 08.04.03   | −0,4 06.05.19 | 2,6 01.06.06  | 6,7 25.07.11  | 6,3 26.08.18  | 1,6 25.09.02  | −3,4 26.10.03 | −10 27.11.05  | −14,7 20.12.09 | −16,3 2003 |
| Record de chaleur (°C) date du record | 15,9 01.01.23  | 19,5 23.02.20  | 22,4 16.03.12 | 26,5 22.04.18 | 32,8 24.05.09 | 35,5 25.06.03 | 37,6 07.07.15 | 38,5 24.08.23 | 31,2 11.09.23 | 27 09.10.23   | 21,4 02.11.20 | 16 18.12.19    | 38,5 2023  |
| Précipitations (mm)                   | 106            | 75,8           | 77,9          | 66,7          | 87            | 85,4          | 81,1          | 86,5          | 63            | 101,6         | 110,1         | 122,1          | 1 063,2    |

## Urbanisme

### Typologie
Au 1er janvier 2024, Échenevex est catégorisée ceinture urbaine, selon la nouvelle grille communale de densité à 7 niveaux définie par l'Insee en 2022.
Elle appartient à l'unité urbaine d'Échenevex, une unité urbaine monocommunale constituant une ville isolée,. Par ailleurs la commune fait partie de l'aire d'attraction de Genève - Annemasse (partie française), dont elle est une commune de la couronne,. Cette aire, qui regroupe 158 communes, est catégorisée dans les aires de 700 000 habitants ou plus (hors Paris),.

### Occupation des sols
L'occupation des sols de la commune, telle qu'elle ressort de la base de données européenne d’occupation biophysique des sols Corine Land Cover (CLC), est marquée par l'importance des forêts et milieux semi-naturels (58,2 % en 2018), une proportion identique à celle de 1990 (58,2 %). La répartition détaillée en 2018 est la suivante : 
forêts (31,3 %), milieux à végétation arbustive et/ou herbacée (25,8 %), zones agricoles hétérogènes (13 %), prairies (8,8 %), zones urbanisées (8,7 %), terres arables (7,6 %), espaces verts artificialisés, non agricoles (3,7 %), espaces ouverts, sans ou avec peu de végétation (1 %).
L'évolution de l’occupation des sols de la commune et de ses infrastructures peut être observée sur les différentes représentations cartographiques du territoire : la carte de Cassini (XVIIIe siècle), la carte d'état-major (1820-1866) et les cartes ou photos aériennes de l'IGN pour la période actuelle (1950 à aujourd'hui).

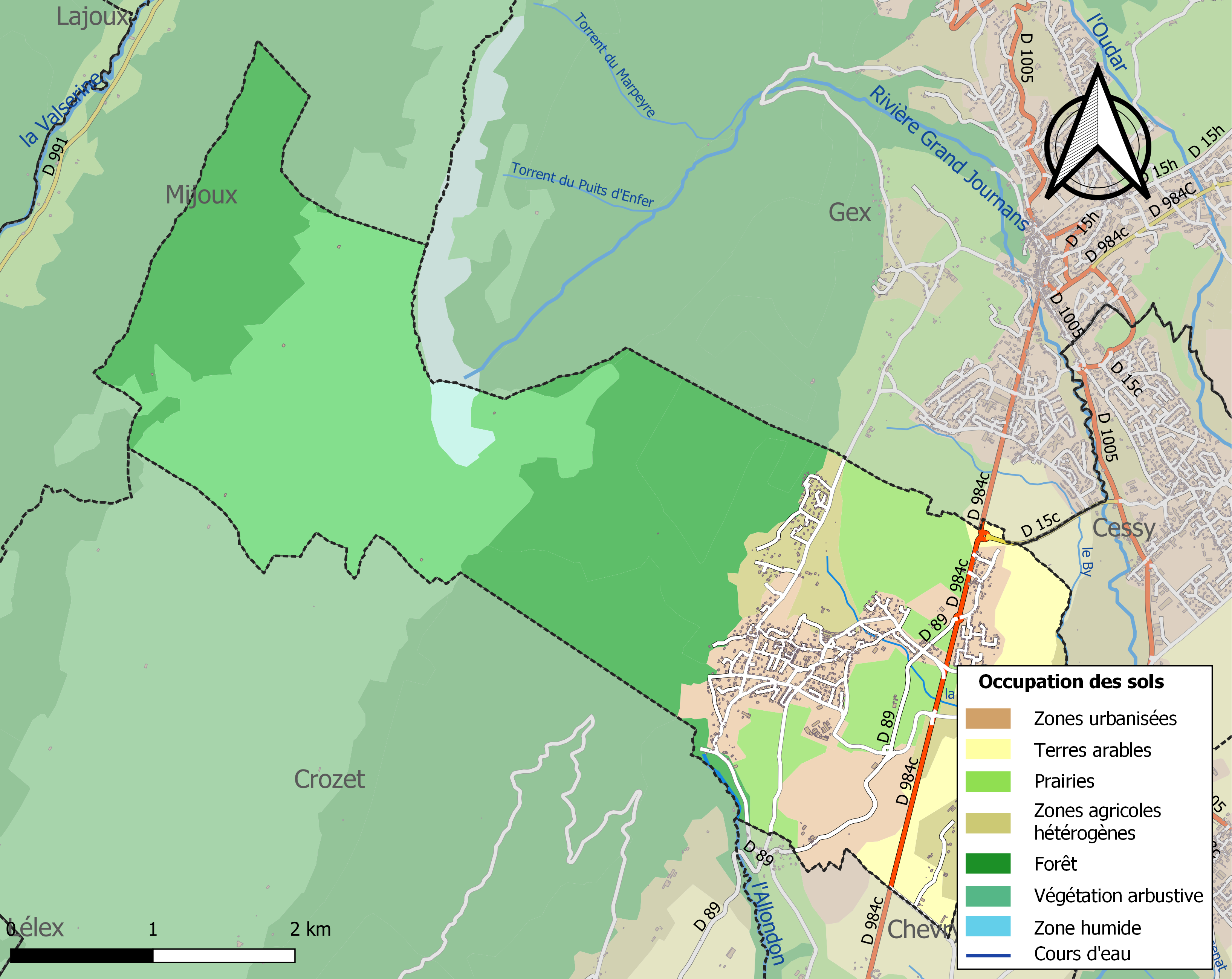
Carte des infrastructures et de l'occupation des sols de la commune en 2018 (CLC).

## Toponymie
Le nom de la commune provient de la culture du chanvre très répandue sur son territoire lors de l'époque romaine.[réf. nécessaire]
La dernière consonne est rarement prononcée, ou bien sa prononciation indique l’origine étrangère du locuteur. Pour les noms multisyllabiques, « x » indique l’accentuation sur la dernière syllabe le différenciant avec le z final qui sert à marquer le paroxytonisme et ne devrait pas être prononcé dans sa langue d'origine.

## Histoire
- Village mentionné au XIIIe siècle sur la paroisse de Cessy.
- La commune créée en 1er janvier 1833 à partir d'une partie du territoire de Cessy.

## Politique et administration

### Découpage territorial
La commune d'Échenevex est membre de l'intercommunalité Pays de Gex Agglo, un établissement public de coopération intercommunale (EPCI) à fiscalité propre créé le 31 mai 1995 dont le siège est à Gex. Ce dernier est par ailleurs membre d'autres groupements intercommunaux.
Sur le plan administratif, elle est rattachée à l'arrondissement de Gex, au département de l'Ain et à la région Auvergne-Rhône-Alpes. Sur le plan électoral, elle dépend du  canton de Thoiry pour l'élection des conseillers départementaux, depuis le redécoupage cantonal de 2014 entré en vigueur en 2015, et de la troisième circonscription de l'Ain  pour les élections législatives, depuis le dernier découpage électoral de 2010.

### Liste des maires
| Période   | Période                       | Identité           | Étiquette | Qualité                                                                        |
| --------- | ----------------------------- | ------------------ | --------- | ------------------------------------------------------------------------------ |
| mars 1971 | mars 1983                     | Jean-Roger Honorat |           | Directeur de coopérative agricole Réélu en 1977                                |
| mars 1983 | mars 1989                     | Gaston Lamy        |           | Restaurateur, maire honoraire                                                  |
| mars 1989 | mars 2014                     | Bernard Tardy      | DVD       | Agriculteur Réélu en 1995, 2001 et 2008                                        |
| mars 2014 | mai 2020                      | Pierre Rebeix      |           | Retraité des professions libérales                                             |
| mai 2020  | En cours (au 24 juillet 2020) | Isabelle Passuello | DVD       | Adjointe au maire (2008 → 2020) Vice-présidente de Pays de Gex Agglo (2014 → ) |

Voici ci-dessous le partage des sièges au sein du conseil municipal de la commune :

## Population et société

### Démographie
L'évolution du nombre d'habitants est connue à travers les recensements de la population effectués dans la commune depuis 1836. Pour les communes de moins de 10 000 habitants, une enquête de recensement portant sur toute la population est réalisée tous les cinq ans, les populations de référence des années intermédiaires étant quant à elles estimées par interpolation ou extrapolation. Pour la commune, le premier recensement exhaustif entrant dans le cadre du nouveau dispositif a été réalisé en 2008.
En 2022, la commune comptait 2 227 habitants, en évolution de +2,53 % par rapport à 2016 (Ain : +5,15 %, France hors Mayotte : +2,11 %).
| 1836 | 1841 | 1846 | 1851 | 1856 | 1861 | 1866 | 1872 | 1876 |
| ---- | ---- | ---- | ---- | ---- | ---- | ---- | ---- | ---- |
| 438  | 454  | 443  | 444  | 466  | 439  | 391  | 360  | 345  |

| 1881 | 1886 | 1891 | 1896 | 1901 | 1906 | 1911 | 1921 | 1926 |
| ---- | ---- | ---- | ---- | ---- | ---- | ---- | ---- | ---- |
| 338  | 324  | 341  | 358  | 330  | 296  | 282  | 291  | 257  |

| 1931 | 1936 | 1946 | 1954 | 1962 | 1968 | 1975 | 1982 | 1990 |
| ---- | ---- | ---- | ---- | ---- | ---- | ---- | ---- | ---- |
| 267  | 257  | 239  | 254  | 267  | 282  | 371  | 643  | 997  |

| 1999  | 2006  | 2008  | 2013  | 2018  | 2022  | - | - | - |
| ----- | ----- | ----- | ----- | ----- | ----- | - | - | - |
| 1 197 | 1 462 | 1 538 | 1 904 | 2 092 | 2 227 | - | - | - |

### Sport et associations
- Football (ESC Olympic)
- Golf (de la Maison Blanche - 18 trous + 9)
- Équitation (Poney Club d'Échenevex et Haras de Varfeuil)
- Centre de loisirs
- Randonnée (parc naturel régional du Haut Jura)
- VTT - Echenevex Lynx Bike
- Théâtre, dessin, gymnastique, modélisme, ping pong, badminton, billard (Échenevex Loisir Et Culture)

## Économie

### Revenus de la population et fiscalité
En 2010, le revenu fiscal médian par ménage était de 63 941 €. Il s'agit de la commune la plus aisée du département.

## Culture locale et patrimoine

### Lieux et monuments
Début 2017, la commune est « réputée sans clochers ».
- Le point d'accès 4 du tunnel du LHC du CERN avec sa zone d'expérience se trouve à Échenevex, au sud du village ; il n'est ouvert qu'exceptionnellement au public à l'occasion de journées portes ouvertes[23].

- Les sources de l'Allondon se situent au pied du Jura à quelques centaines de mètres du hameau de Naz-Dessus ; elles sont accessibles depuis la route de Naz-Dessus. L'eau y reste très fraiche toute l'année : 7 °C environ. Il arrive qu'elles tarissent certains étés.

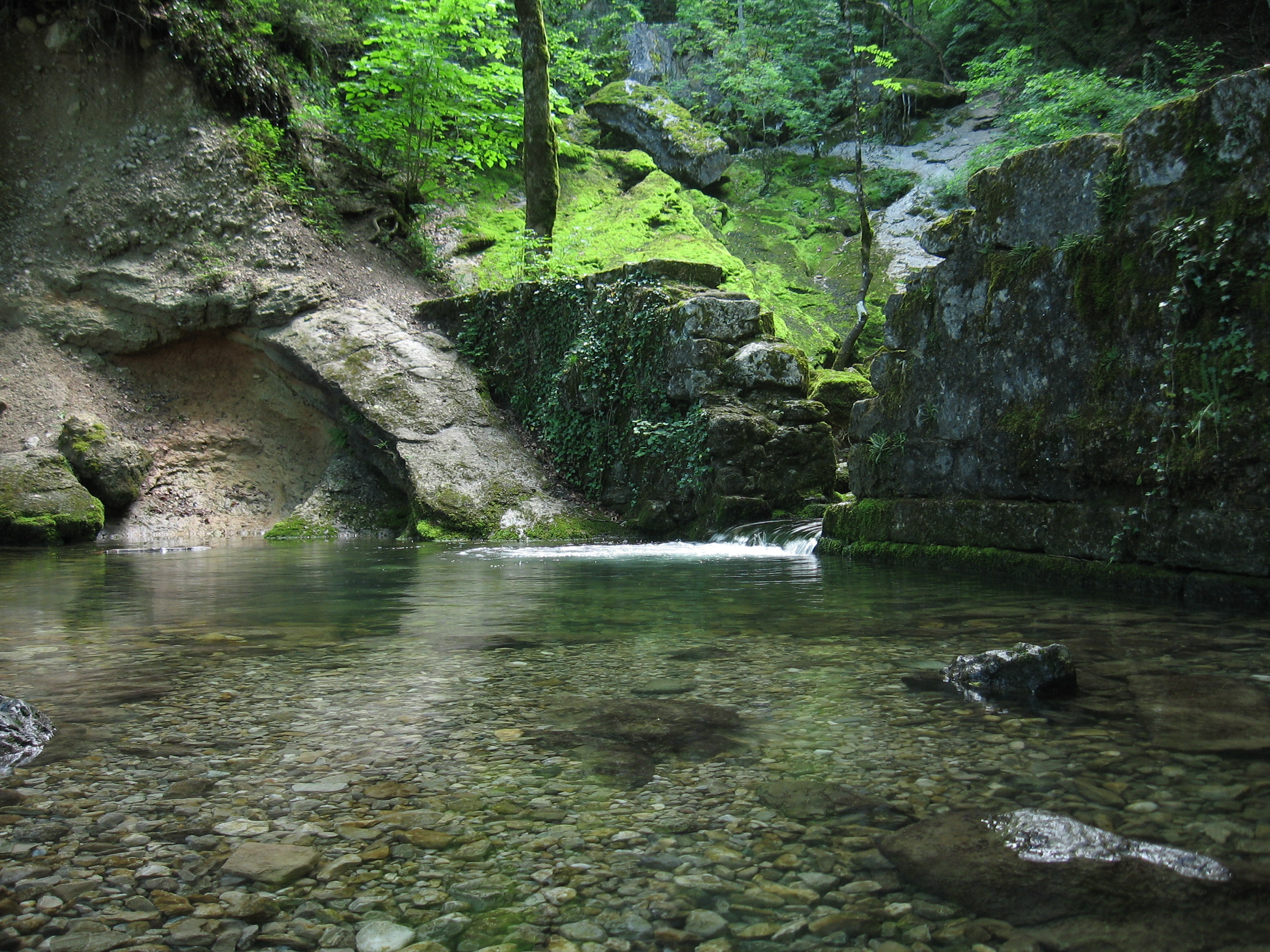
Les sources de l'Allondon.
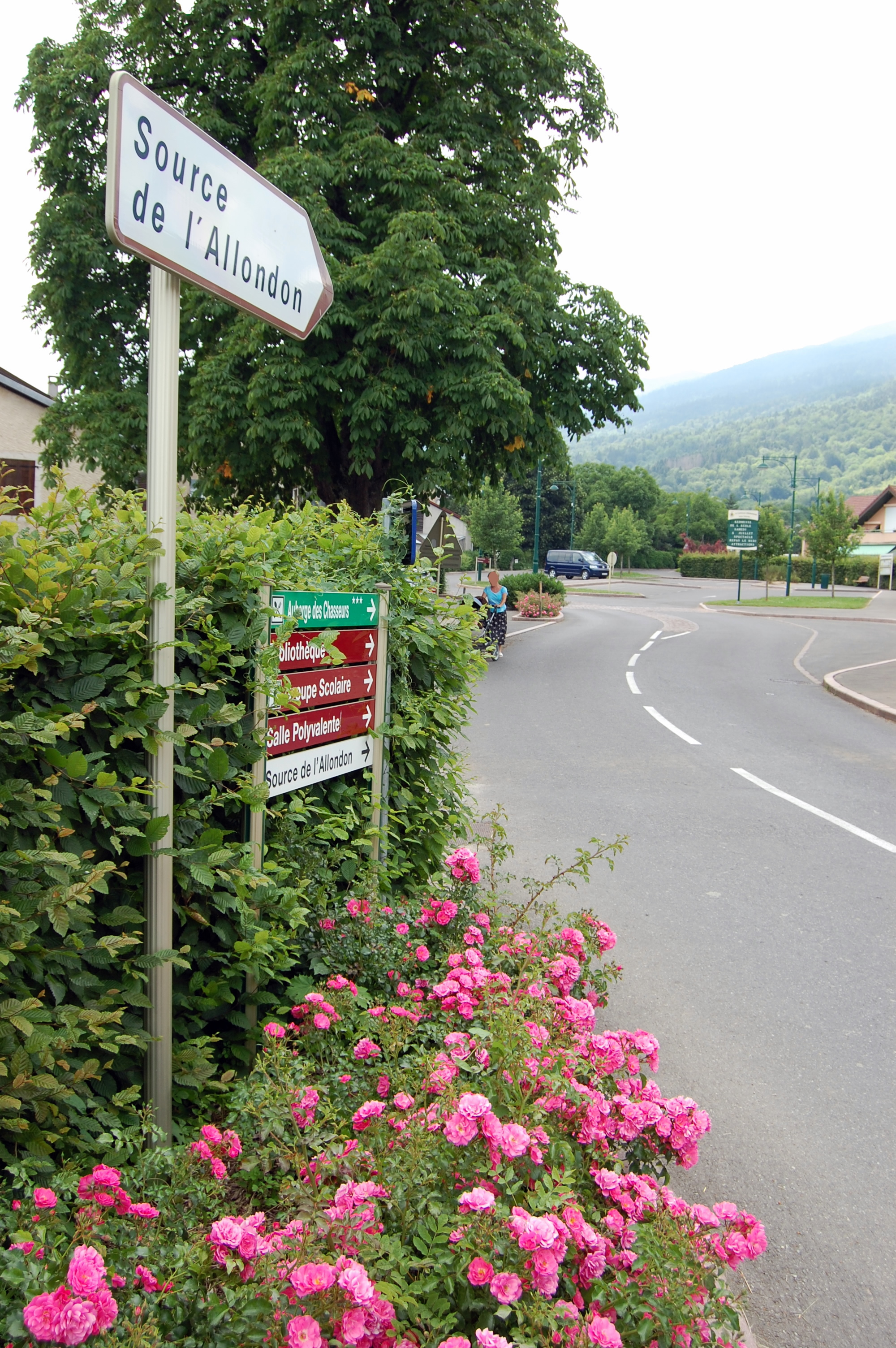
Chemin de la source de l'Allondon.
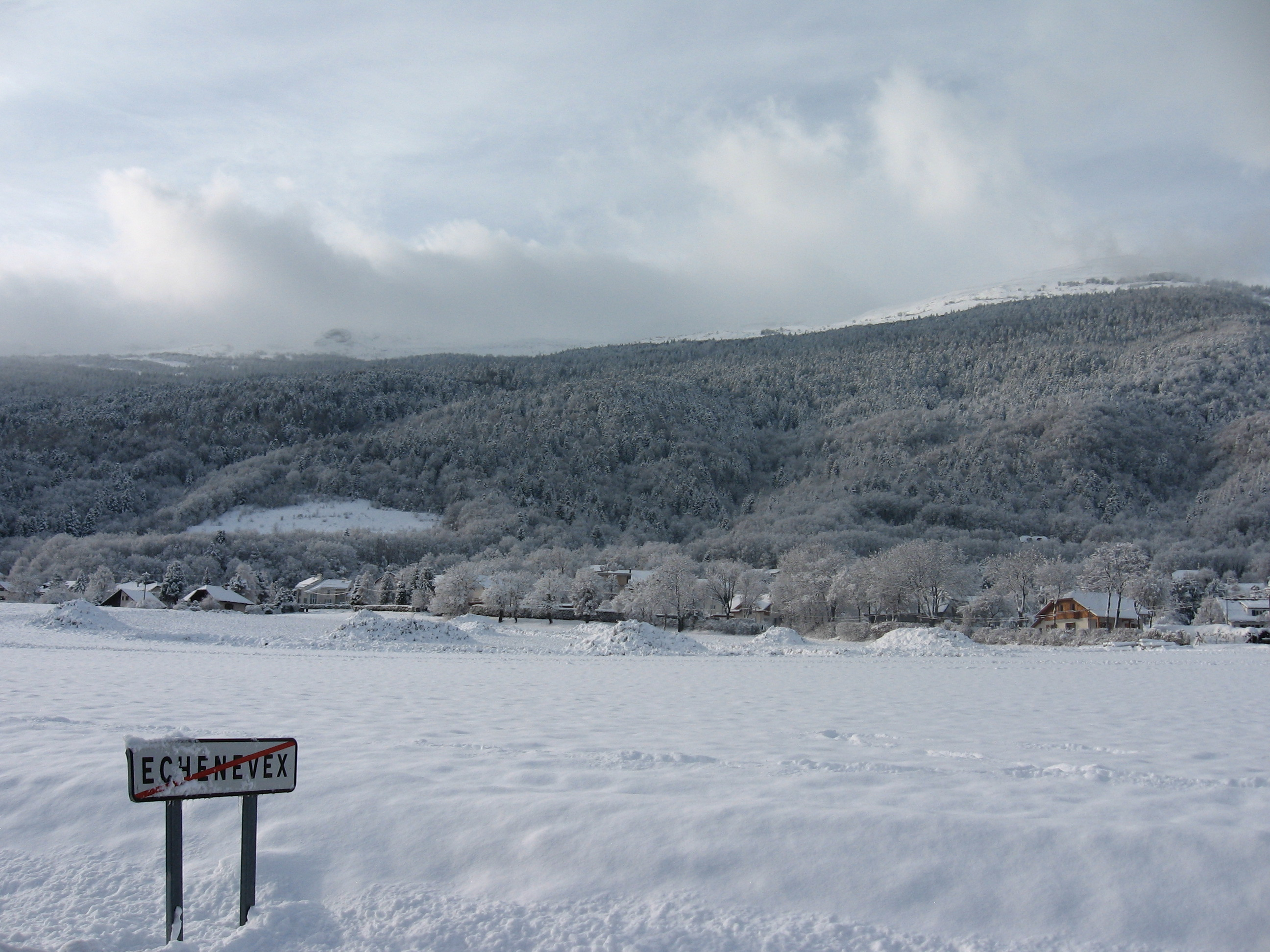
Échenevex sous la neige.

### Héraldique

Logo.

| Blason de Échenevex | Blason  | De sinople aux trois chenevis d'or, au chef cousu de gueules chargé d'un mont de deux coupeaux d'or, l'un sur l'autre, surmonté d'une lame de scie du même posée en fasce. |
| Blason de Échenevex | Détails | Les armes d’Échenevex ont été adoptées le 4 mai 1992. |

Photo panoramique d'Échenevex.